# شکاف کاری
ناچ کردن، شکاف کاری یا شکاف دهی به فرایند برش فلز به منظور ایجاد شکاف گفته می‌شود که به‌طور مخصوص برای روی میله و لوله مورد استفاده می‌باشد.
ایجاد شکاف با استفاده از دو فرایند برش و پرس کاری صورت می‌گیرد. در مرحله اول قطعه مورد نظر که توسط منگنه به دستگاه متصل می‌شود برای برش صحیح و دقیق نگهداشتن ورق و همچنین تنظیم دقیق آن حایز اهمیت است بنابراین وجود نگهدارنده‌های ورق در گیوتین از وسایل ضروری بشمار می‌آید. سپس با انجام عمل برش عمودی رو به پایین همزمان با عمل پرس، شکاف یا سوراخ مورد نظر بدست می‌آید. معمولاً هدف ایجاد شکاف می‌باشد اما گاهی پیش می‌آید که ایجاد شکاف پیش زمینه ای به خاطر سهولت فرایندهای بعدی که قرار است بر روی قطعه پیاده شود، انجام می‌شود. به‌طور مثال ایجاد خم در گوشه اتصال دو لوله به صورت تی شکل تنها با ایجاد شکاف اولیه بر روی لوله‌ها مسیر خواهد بود.
شکاف کاری به عبارتی ترکیبی از قیچی کاری و پرسکاری می‌باشد که یکی از فرایندهای مکانیکی برش است. با تفاوت اینکه مصرف انرژی کمتر بوده و برش ایجاد شده به دلیل حرکت عمودی ناشی از وزن قسمت متحرک دستگاه بوده و موجب می‌شود این فرایند کم هزینه باشد. معمولاً کارگاه‌های کوچک‌تر یا ساخت و ساز‌های ساده، انجام شکافکاری و سوراخ کاری به روش برشی عمودی را به پرس منگنه که هزینه بسیار بیشتری دارد را ترجیح می‌دهند و قسمت‌هایی از کار خود را که ابعاد کوچکتری دارد، به کارگاه‌های شکافکاری می‌سپارند.
البته باید توجه داشت ایجاد تغییرات بر لوله‌های بسیار بزرگ یا سنگین به روش شکاف کاری یا حتی برش کاری با دستگاه معمولی امکان‌پذیر نیست و این روش‌ها تنها برای قطعات کوچک قابل استفاده است. به همین جهت برای قطعات سنگین و بزرگ باید از برش پلاسما که در آن یک گاز نجیب (در برخی موارد هوای فشرده) با سرعت بالا از نازل دمیده شده و در همان لحظه یک قوس الکتریکی (Electrical ARC) بین گاز در سر نازل با سطح برش ایجاد می‌گردد وگاز به حالت پلاسما می‌رود. پلاسما به اندازه کافی گرم است تا فلز را ذوب کند و برش صورت می‌پذیرد. قابل ذکر است که اولین ابزار پانچ و برش لوله در شیکاگو آمریکا توسط جولیوس وگل اختراع شد که در سال ۱۹۳۸ توانست حق ثبت اختراع خود را دریافت کند.

## دقت عملیات
دقت عمل بریدگی و ایجاد شکاف به‌طور متوسط بسیار مناسب است اما باید توجه داشت نیازمند رسیدگی و بررسی، هنگام خروج از زیر پرس می‌باشد.
برای عملیات‌های خم کردن، انجام شکاف اولیه به منظور بهبود خم نهایی بر روی قطعه می‌تواند تأثیر به سزایی داشته باشد و به‌طور معمول این شکاف همیشه پیش نیاز خم می‌باشد.

## نحوه انجام فرایند ناچ کردن
سرعت عمل برش و ایجاد شکاف بر روی قطعه مورد نظر همواره وابسته و محدود به عملکرد کاربر دستگاه است به دلیل اینکه کاربر یا تکنسین دستگاه مسئولیت نگه داشتن قطعه در محل مشخص می‌باشد یا ممکن است باتوجه به ابعاد قطعه جازدن آن در محل مناسب برای پرس نیز جزو وظایف کاربر می‌باشد. بعضی قطعاتی که طول آنها به چندین فوت می‌رسد ممکن است تحت بارگذاری دستی به صورت یک جا و طی یک مرحله ای پرس شوند. در صورتی که قطعات کوچکتر توسط تکنسین جابه‌جا شده تا شکاف و برش‌های مورد نیاز بر روی آنها انجام شود.
به‌طور معمول هر قطعه ای قابلیت این را داراست که عملیات شکافکاری بر روی آن صورت گیرد. این فرایند به‌طور متوسط بر روی قطعاتی انجام می‌شود که قابلیت تحمل استفاده از دریل را ندارند همانند فولاد ضدزنگ، تیتانیوم یا الیاژ‌های آلومینیومی که عملیات حرارتی بر رویشان انجام شده‌است.
این فرایند به منظور حذف گوشه ای یا قسمت کوچکی و همچنین گاهی حتی برش بدنه آن بر روی قطعه مورد نظر انجام می‌گیرد.

## انواع ناچ کردن لوله‌ها

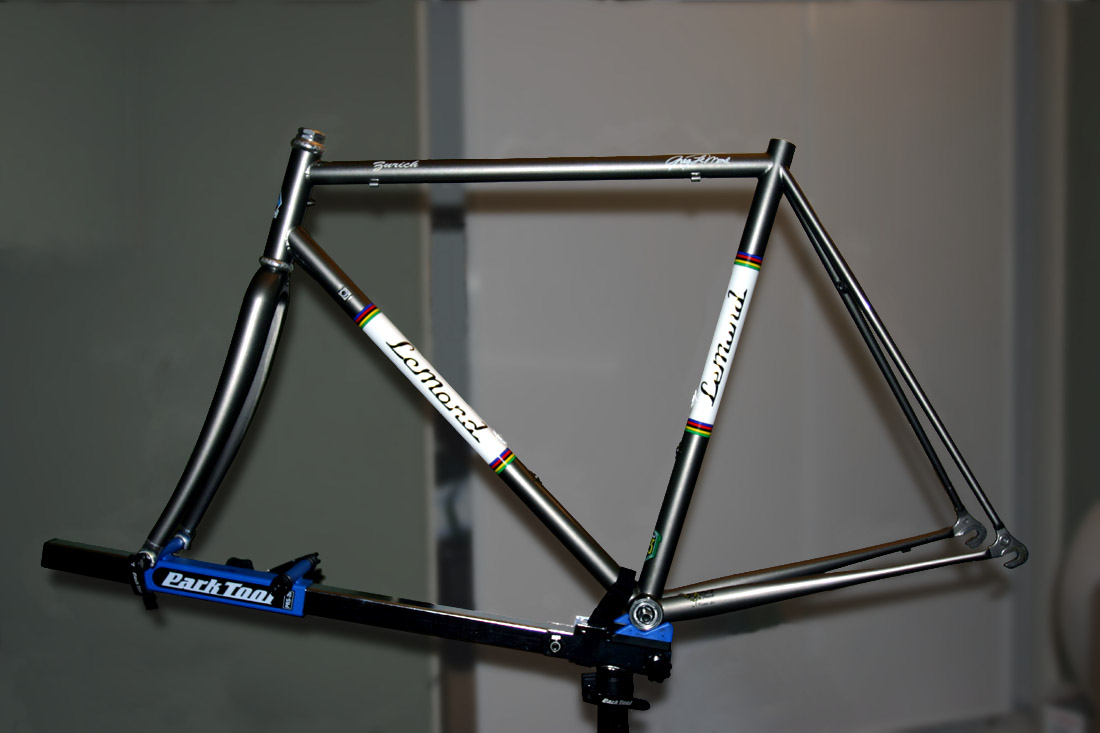
قاب دوچرخه در لوله فولادی، قبل از جوشکاری یا لحیم کاری TIG، در اتصالات بریده شده‌است

ناچ کردن یا شکاف کاری لوله معمولاً قبل از اتصال لوله‌ها به جهت ایجاد سه راهی یا اتصالی تی شکل و موارد مشابه، نهایتاً اتصال لوله‌ها نیز با فرایند جوش کاری انجام می‌شود. معمولاً لوله‌های مورد استفاده قبل از مونتاژ بریده می‌شوند و شکاف مورد نظر به جهت اتصال روی آنها ایجاد می‌شود. یک نمونه آشنا از این نوع برش در ساخت بدنه اصلی یا قاب دوچرخه است.

### شکاف کاری انتهایی
برش ایجاد شده به جهت ایجاد زاویه مناسب در انتهای لوله شکافکاری انتهایی نام دارد به عنوان مثال در اشکال نیمه دایره که تنها داری فرورفتگی یا بیرون رفتگی می‌باشند و ظاهر مناسبی ندارند از این برش استفاده می‌کنیم تا خروجی مطلوب برای ساختار تی شکل به وجود بیاید یا ممکن است با شکاف در محل مناسب یک لچکی مطلوب در لوله مورد نظر برای اتصال میتر، ایجاد کنیم.

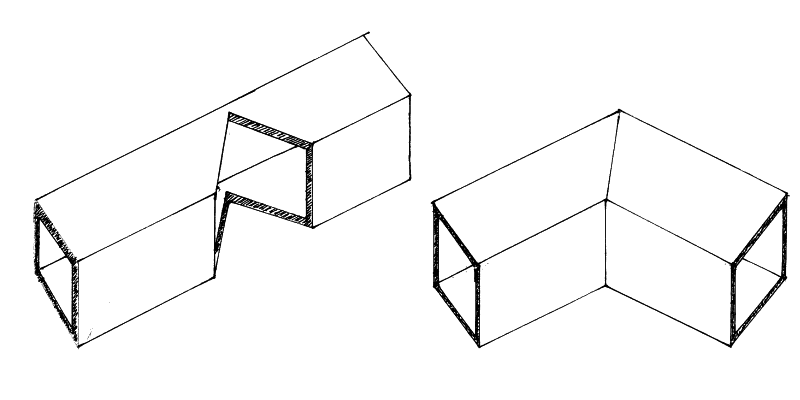
لوله ای با شکاف لچکی، خم شده برای جمع شدن یک مفصل میتره

### شکاف کاری جانبی
شکاف کاری جانبی که با نام شکاف افست نیز شناخته می‌شود در دو حالت همانند کنار یک لوله با شکاف لچکی به جهت خم کردن لوله و همچنین برای قطعات دایروی ناقص و نیمه دایروی به جهت اتصال تی شکل مو استفاده می‌شود.

### شکاف کاری لوله توخالی
در صورتی که لوله نیازمند نوعی برش، توخالی باشد دیگر استفاده از یک پانچ ساده برای ایجاد شکاف در آن امکان‌پذیر نیست زیرا احتمال لهیدگی باتوجه به ضخامت لوله، بسیار بالاست، زیرا له می‌شود. می‌توان متصور شد با انواع منگنه‌ها و برقراری تعادل کافی در دیواره داخلی لوله امکان برشکاری برقرار است اما قطعات پشتیبانی بسیار زیادی مورد نیاز خواهد بود اگرچه مشت زدن امکان‌پذیر است، اما نیاز به زیراندازهای پشتیبانی و دست زدن به بی‌دست و پا دارد. در مواردی که لوله با فشار پانچ به غیر از برش جانبی کار می‌شود، به‌طور کلی به عنوان شکاف دهی توصیف می‌شود.

## ایمنی فرایند
یک روش دقیق تر و مناسب تر برای ایجاد شکاف یا شیار مورد نیاز در انتهای لوله استفاده از دستگاه به خصوص برش فرز می‌باشد که با استفاده از مته ای سر تخت برش را بر روی سطح مورد نظر انجام می‌دهد. ابتدا لوله مورد نظر توسط گیره اهنگری، محکم و در جای مشخص خود ثابت شده و سپس با سرعت چرخش پایین فرز موجب برش بر روی سطح مطلوب می‌شود. به‌طور معمول تجهیزات مورد نیاز این روش به میزان قابل توجهی گران‌تر از روش استفاده دستی از اره یا گرد بر می‌باشد زیرا به‌طور مثال تجهیزات به دلیل اتوماتیک بودن شان، به جهت تأمین ایمنی از کارکرد دستگاه، به زمین متصل می‌شود. این روش بسیار سریع تر بوده و کمترین آسیب را به لوله می‌زند زیرا در روش استفاده از اره، امکان لهیدگی بسیار بیشتر می‌باشد.

## ناچ کردن لوله جدار نازک
شکاف کاری در لوله‌های جدار نازک می‌تواند توسط قطعات ساینده (همانند سنباده یا فرز که در قسمت قبل توضیح داده شد) صورت گیرد تا ریسک آسیب ناشی از کار با اره در آن وجود نداشته یا حداقل بسیار کم شود. استفاده از ابزارهای ساینده به جهت تولید اشکال پیچیده‌تر از جمله ایجاد لچکی در زاویای کوچک می‌تواند به عنوان بهترین روش در نظر گرفته شود. در بعضی مواقع می‌توان از فرز هلیکال برای ایجاد شکاف نیز استفاده نمود.
دستگاه سی ان سی، به طراحان کمک می‌کند تا برش و شکاف‌های پیچیده تری را بر روی ورق پیاده نمایند.

## کاربردها
برای ساخت لوله دایره ای شکل باید ابتدا بر روی لوله اولیه به قطر و ضخامت مورد نظر با استفاده از یک اره دوار، یک سوراخ از که در آن اره سوراخ را به نحوی ایجاد می‌کند تا لوله توخالی، از یک زاویه نیمه عمود بریده شود. این یک بریدگی نیم دایره ایجاد می‌کند. با اتصال دو سر این میله که هردو دارای زاویه نیمه عمود ۴۵ درجه می‌باشند، حلقه نهایی به صورت دایره بدست می‌آید.
همچنین می‌توان به جای استفاده از پرسهای بزرگ، همانند توضیحات بالا عمل کرد و با یک حرکت ساده به کمک اره، حلقه مورد نظر را در محل کارگاه و در زمان نیاز به راحتی تولید کرد.
برای ایجاد لچکی بر روی لوله‌ها به خصوص لوله‌های مربعی، گاهی نیاز است که برش مشخصی در سرتاسر سطح مقطع لوله انجام پذیرد تا بتوان با جوشکاری به شکل مورد نظر دست پیدا کرد. در ابعاد کوچکتر همانند تولید بدلیجات یا جواهرات این عمل با دست، قبل از خم کردن و سپس لحیم کردن وجوه مورد نظر انجام می‌شود.